# Rhodochlora rothschildi
Rhodochlora rothschildi är en fjärilsart som beskrevs av W. Warren 1901. Rhodochlora rothschildi ingår i släktet Rhodochlora och familjen mätare. Inga underarter finns listade.